# 時枝氏
時枝氏(ときえだし)は、日本の氏族。中世に豊前国で勢力を持った一族。

## 出自
山城国の慶安寺で寺務役を務めていた中原氏の一族が、豊前弥勒寺の寺務役として豊前国宇佐郡に移ったのが祖という。

## 概略
室町時代には豊前弥勒寺の寺務役を務める一方、同国下毛郡時枝に時枝城を築き、そこに拠った。また宇佐神宮とも強い繋がりを持っていた。
戦国時代は、大友氏の配下にあったがたびたび大友氏に対し反乱を起こしていた。天正15年（1586年）の豊臣秀吉の九州征伐の際は、真っ先に従属し黒田孝高の配下となり時枝武蔵守は1000石を与えられ、以後黒田氏の与力となった。江戸時代には黒田氏に従い筑前福岡藩士となり、明治維新を迎えた。